# Acanthosicyos
Acanthosicyos, är ett tropiskt växtsläkte tillhörande familjen gurkväxter.
Acanthosicyos horridus förekommer på dynerna i sydvästra Afrika. Dess aromatiska frukter jämte frön, som säljs som nötter, utgör under delar av året lokalbefolkningens huvudnäring. Dess frön har exporterats till Sydafrika under benämningen "butterbits".